# Eucalyptus camaldulensis
Eucalyptus camaldulensis is een groenblijvende boom uit de mirtefamilie (Myrtaceae). De soort komt van nature in heel Australië voor. Hij wordt tot 40 meter hoog. In Australië wordt de boom doorgaans river red gum genoemd.

## Kenmerken
De boom wordt tot 40 meter hoog, groeit snel en heeft een korte massieve stam en uitgespreide kruin.
De schors is glad, vaalgeel en grijs gevlekt en vervelt.
De jonge blaadjes groeien tegenoverstaand in 3 tot 4 paren. Ze zijn 6-9 × 2,5-4 cm groot, breed lancetvormig tot ovaal, koolblauw en gesteeld. De volwassen bladeren groeien verspreid. Ze zijn 6-30 × 0,8-2 cm groot, smal lancetvormig tot lancetvormig, dof en meestal bleek eenkleurig, dun en gesteeld. De nervatuur is opvallend. De zijnerven liggen in een hoek van 40° à 50° tot de middennerf.
De boom bloeit, afhankelijk van de habitat, bijna het hele jaar door en produceert waardevolle honing. De knoppen zijn 6-10 × 4-5 mm groot en zitten op een slanke 3 tot 8 mm lange steeltje. De bloem staat op een slanke cilindrische 6 tot 15 mm lange stengel. Ze heeft een vijf tot tienbloemig scherm. Het operculum is bekvormig of spits kegelvormig en tot drie maal zo lang als halfrond tot breed kegelvormige bloembodem.
De vrucht heeft een stengeltje en is 6-8 × 5-6 mm groot. Ze is halfrond tot bolvormig-afgeknot.
De boom wordt commercieel verbouwd voor het hout en produceert uitstekende houtskool. De kino wordt gebruikt voor de productie medicijnen. De bladeren van sommige varianten worden door vee gegeten. De galwesp Ophelimus maskelli kan grote schade aan de bladeren aanrichten, maar heeft zelf natuurlijke vijanden zoals Closterocerus chamaeleon. 

## Habitat
Eucalyptus camaldulensis is de meest verspreide van alle eucalyptusbomen en is in heel Australië terug te vinden. Hij groeit langs de oevers van inlandse rivieren en in de aangrenzende overstromingsgebieden. Hij gedijt het best in diepe slib met een ondergrond van klei. In gebieden met weinig neerslag heeft de boom geen last van hoge temperaturen en hete droge winden. Sommige varianten zijn zichtbaar meer bestand tegen droogte dan andere en geen enkele variant gedijt goed op koude hoogvlakten.
De boom heeft zich in grote delen van de wereld verspreid doordat hij zich snel aanpast en tegen extreme droogte bestendig is. Hij wordt daardoor in Zuid-Afrika, Pakistan, Bangladesh, Spanje, Californië, Hawaï en Jamaica als invasieve soort beschouwd.

## Taxonomie
De boom werd voor het eerst beschreven door Friedrich Dehnhardt in 1832.
De soort wordt onderverdeeld in zeven ondersoorten:
- Eucalyptus camaldulensis subsp. acuta Ian Brooker & M.W.McDonald
- Eucalyptus camaldulensis subsp. arida Ian Brooker & M.W.McDonald
- Eucalyptus camaldulensis subsp. camaldulensis Dehnh.
- Eucalyptus camaldulensis subsp. minima Ian Brooker & M.W.McDonald
- Eucalyptus camaldulensis subsp. obtusa (Blakely) Ian Brooker & M.W.McDonald
- Eucalyptus camaldulensis subsp. refulgens Ian Brooker & M.W.McDonald
- Eucalyptus camaldulensis subsp. simulata Ian Brooker & M.W.McDonald

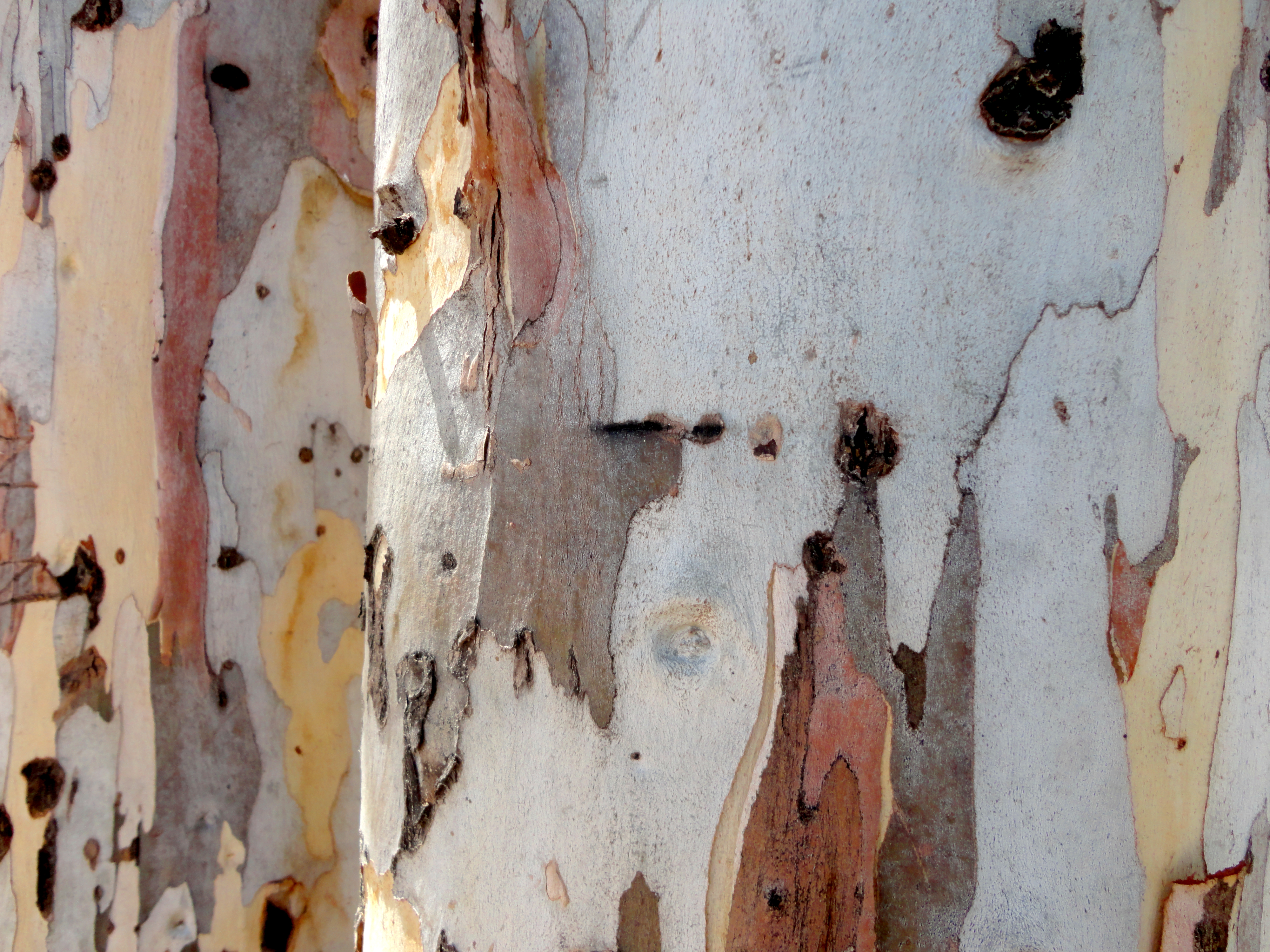
stam en schors
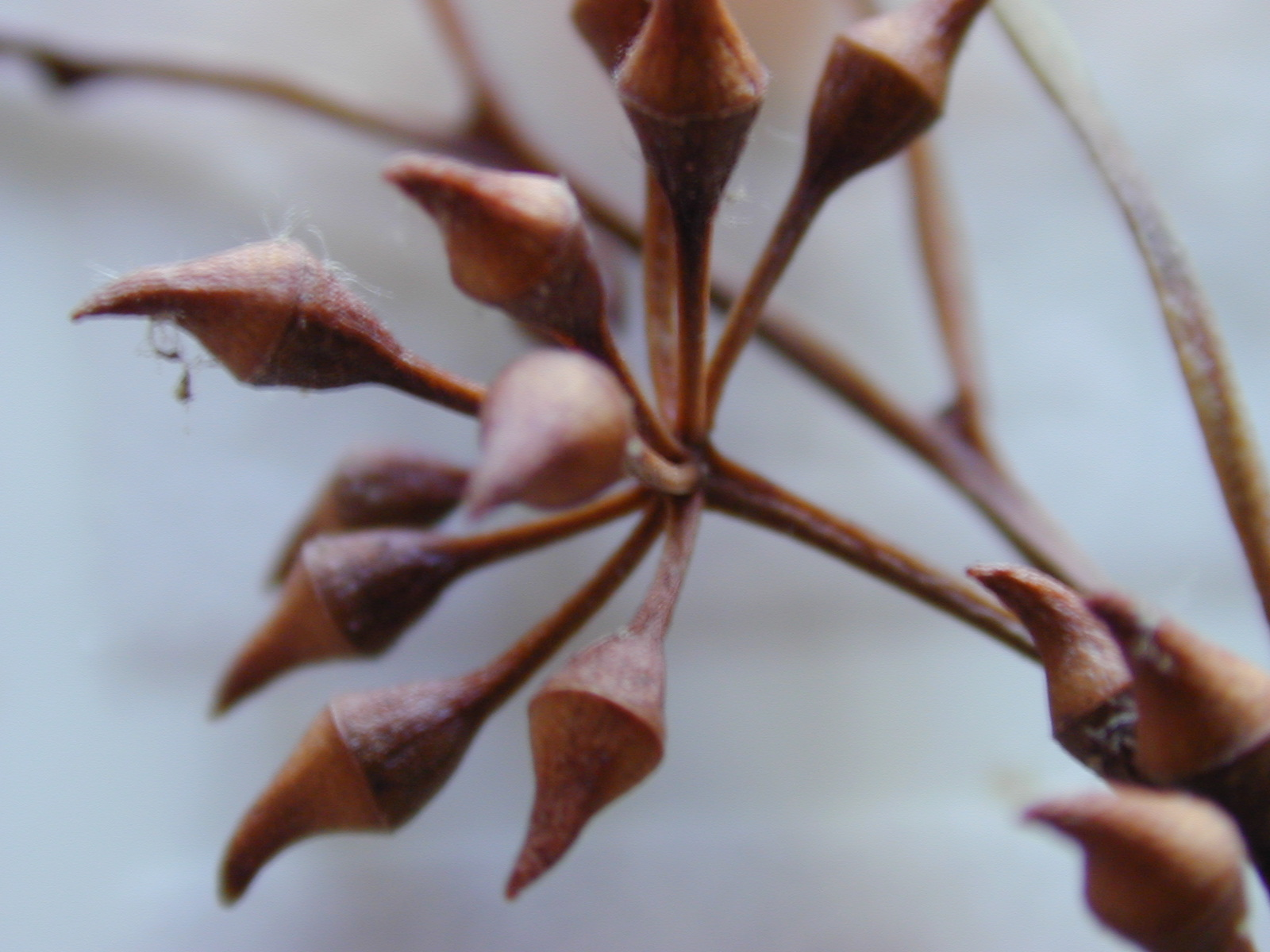
bloemknoppen
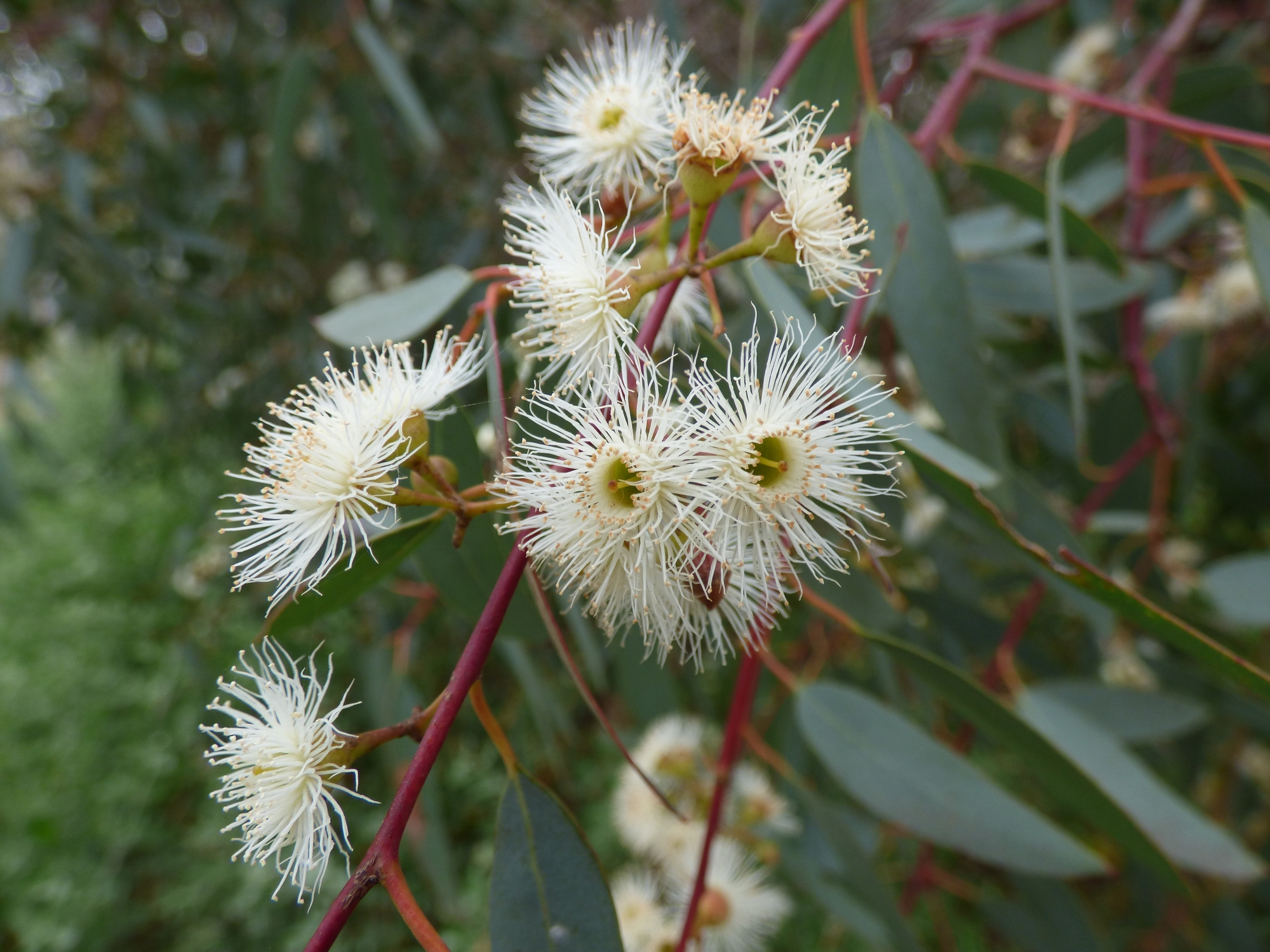
bloemen
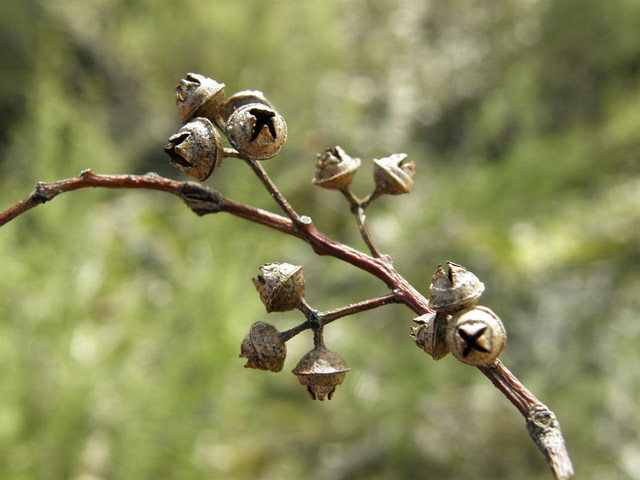
fruit
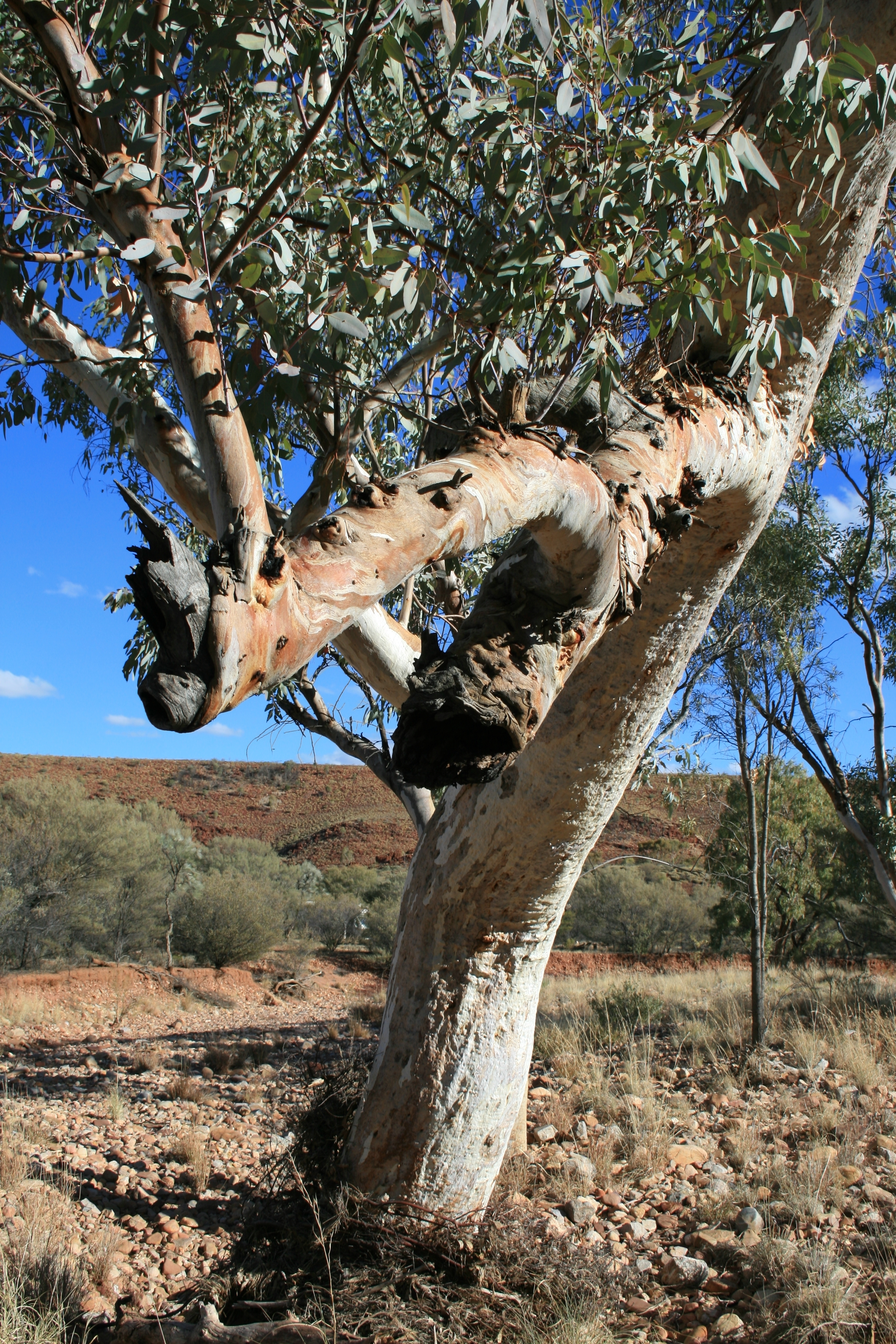
in droge rivierbedden
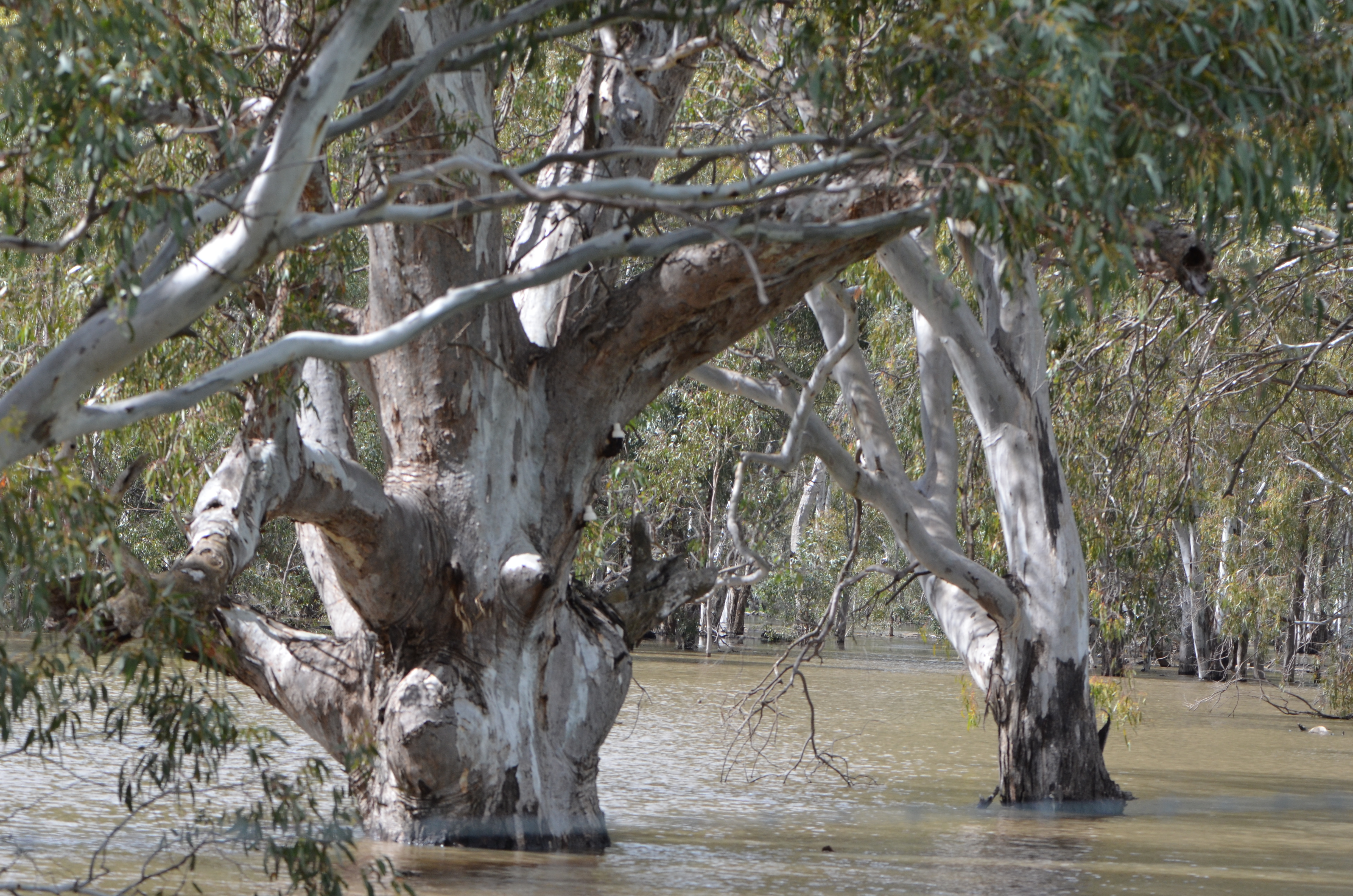
in de rivier Murrumbidgee in NSW
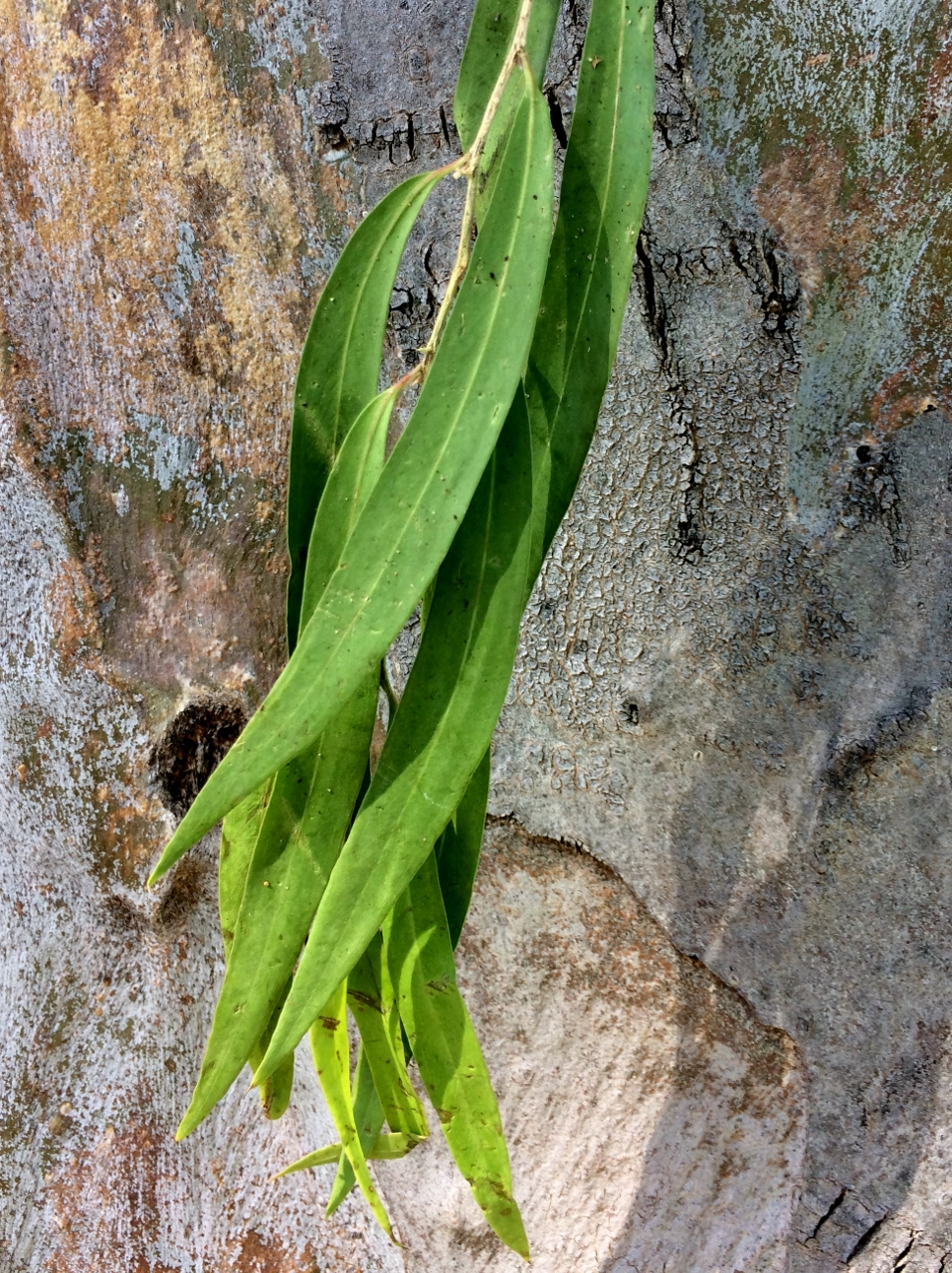
volwassen bladeren

... · 
E. brevistylis · 
E. camaldulensis · 
E. diversicolor (Karri) · 
E. erythrocorys · 
E. eudesmioides · 
E. globulus (Blauwe gomboom) · 
E. gomphocephala · 
E. guilfoylei · 
E. gunnii (Cidergomboom) · 
E. jacksonii · 
E. loxophleba · 
E. marginata (Jarrah) · 
E. rudis · 
E. viminalis (Suikereucalyptus) · 
E. wandoo (Wandoo) · 
...